# Русская Лапландия

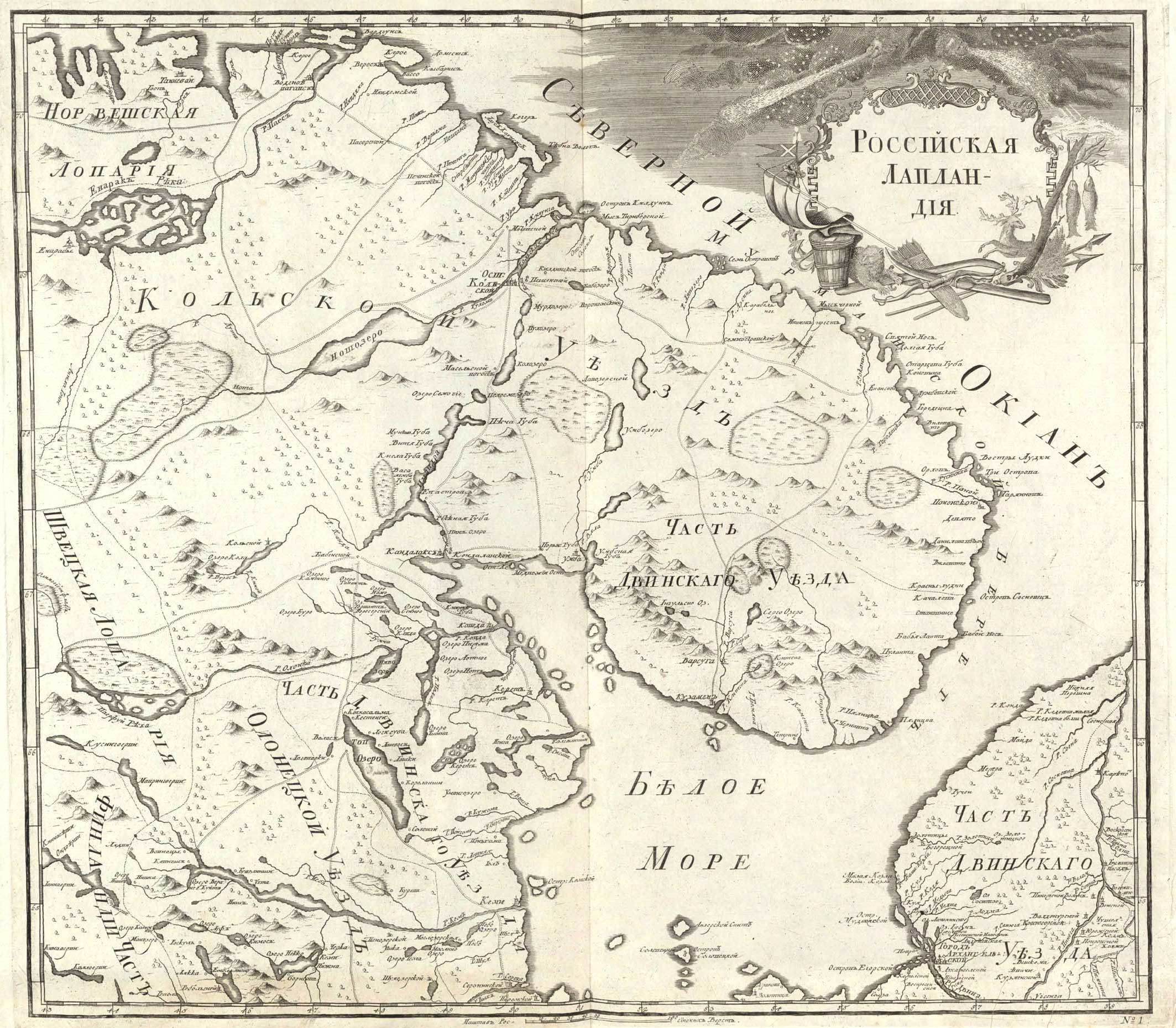
Карта Российской Лапландии, опубликованная Российской академией наук в 1745 году.

Русская Лапландия (Российская Лапландия) — часть исторической территории России, располагавшаяся в Кольском уезде, а также занимавшая частично Архангелогородскую губернию: Олонецкую и Двинскую провинции. Называлась так по имени коренного населения — саами (устаревшее русское название этого народа — лопари, лопляне или лопь).